# あすかりの
あすか りの（1987年8月15日 - ）は、日本のAV女優。

## 人物・プロフィール
- 出身地：埼玉県。
- 趣味:読書、編み物
- 特技：裁縫、クラリネット

## 略歴
- 2007年5月に『新人 あすかりの』でAVデビュー。
- 2010年以降新作の発売がない。

## 出演作品

### アダルトビデオ
2007年
- 新人 あすかりの（2007年5月16日、マキシング）
- ラブ・りの あすかりの（2007年7月1日、マキシング）
- 美少女エロ標本 あすかりの（2007年7月16日、マキシング）
- SEXY＆COLORS FUCKIN’ STYLE あすかりの（2007年8月16日、マキシング）
- 風俗ちゃんねる 05 あすかりの（2007年9月16日、マキシング）
- MAXING半期ベスト完全保存版Ⅱ（2007年10月1日、マキシング）
- りのが淫語でたっぷりイカせてあげる。 あすかりの（2007年10月16日、マキシング）
- パイパン×あすかりののはじめて（2007年11月16日、マキシング）
- W変態巨乳バスガイド （2007年12月15日、ジェイモデル）共演:紅りんご
- 騎乗位革命（2007年12月16日、マキシング）
- 綺麗なお姉さんのSEXを覗きたい!! 完全版（2007年12月17日、メディアステーション）共演:寧々
- 生中出し女子校生 4時間 スペシャル（2007年12月17日、メディアステーション）オムニバス作品 他出演:森雫、姫野りむ、佐田ケイト、夢美ここ、朝倉みき、南沙也香、絢音ミミ、鈴木千里、笠原みき

2008年
- パイパン中出し vol.06 あすかりの（2008年1月1日、エッジ）
- 新婚生活 あすかりの（2008年1月4日、タカラ映像）
- AVアイドル・ハメ撮りプロジェクト あすかりのとの2人だけの時間（2008年1月19日、オーロラプロジェクト）
- 《女子校生》混浴マッサージサロン あすかりの（2008年1月25日、アロマ企画）
- パイパンマンコに熱いザーメンを中出しされるのが好きなんです（2008年2月1日、エッジ）オムニバス作品 他出演:あおば、星野優奈、彩芽はる、瀬戸ひなた、仲村もも
- あすかりの the BEST（2008年2月16日、マキシング）
- このバックがすごい!（2008年2月16日、マキシング）
- 女子校生れず 先輩と私 80（2008年3月7日、U&K）共演:夏川るい
- 特選!!S級素人ギャルコレクション4時間5（2008年4月18日、メディアステーション）オムニバス作品 他出演:鈴木千里、南沙也香、笠原みき、佐田ケイト、姫野りむ、安藤ゆき、早坂めぐ、宮崎みりあ、広瀬ゆな
- MODEL CLUB CLASS A ver.16（2008年4月22日、MODEL CLUB CLASS A）他出演:星優乃
- Finger Job! 02（2008年4月22日、SEX Agent）他出演:黒澤エレナ
- 美脚ミニスカ（2008年4月22日、ファン）オムニバス作品 他出演:伊筒みさ、藤崎もえ、高橋リオ、広瀬ゆな
- 教えてBlackティーチャー あすかりの（2008年4月25日、マックス・エー）
- 手コキクリニック ファン感謝祭 ユーザーの皆様の妄想を叶えます!!（2008年5月8日、SODクリエイト）共演:仙道春奈、倉本瞳、アゲハ、加藤レイナ
- MAXING 半期ベスト完全保存版 III（2008年5月16日、マキシング）
- Black Max Cafeへようこそ! あすかりの（2008年5月23日、マックス・エー）
- TAKARA GEKI-ATSU BOX（2008年6月5日、タカラ映像）
- 美人エステティシャンサイレントレイプ 声を出せない私 あすかりの 山崎亜美（2008年6月7日、アタッカーズ）共演:山崎亜美
- ◆頬ずりエステ◆ ズリマチオ（2008年7月4日、Hunter）
- 第2回 女子校生!妹-1グランプリ（2008年7月17日、ディープス）共演:愛菜りな、瀬戸ひなた
- FELLATIO FESTIVAL 10（2008年8月1日、アイデアポケット）オムニバス作品 他出演:工藤れいか、加瀬あゆむ、綾瀬なな、彩花ゆめ、Rico、長谷川なぁみ、折原れおな、MIMI、上原美菜、杏野まひる、宝月ひかる、真山るい、綾瀬しおり、内田理緒
- 夏のナマ脚 サンダル&ミュール足コキ（2008年9月5日、フリーダム）オムニバス作品 他出演:梅原あんな、白井ひとみ、七海
- ギャルのニーソックス 5（2008年9月5日、フリーダム）オムニバス作品 他出演:白井ひとみ、小峰由衣、詩音、黒澤エレナ、桃井りん、梅原あんな
- 女子校生おっぱいチュッチュ 仮想授乳プレイ倶楽部（2008年9月19日、OFFICE K'S）オムニバス作品 他出演:飯島くらら、愛沢ひな、瀬戸ひなた、東野愛鈴
- 上から目線手コキ （2008年10月5日、フリーダム）
- エロい指の動きと濡れ具合がわかるオナニー（2008年10月5日、フリーダム）オムニバス作品 他出演:七海、白井ひとみ、梅原あんな
- どうしても乳首でイっちゃう女（2008年10月5日、フリーダム）オムニバス作品 他出演:七海、白井ひとみ、梅原あんな
- フードクラッシュ（2008年10月5日、フリーダム）オムニバス作品 他出演:佐野ともか、七海、白井ひとみ、桐島樹莉、松嶋ルリ、梅原あんな、若槻尚美
- 美少女の足裏 8（2008年10月5日、フリーダム）オムニバス作品 他出演:はるか悠、七海、青山亜里沙、芽衣奈、白井ひとみ、飯島くらら、梅原あんな、新堀ゆい、門田まつり
- 女子校生のカタチンこすりつけオナニー（2008年10月17日、OFFICE K'S）オムニバス作品 他出演:矢沢るい、愛沢ひな
- 女子校生アナタの指でオナらせて!!（2008年11月7日、OFFICE K'S）オムニバス作品 他出演:矢沢るい、愛沢ひな、飯島くらら、東野愛鈴、瀬戸ひなた
- 巨乳コギャルズパイパン学園（2008年12月7日、プレミアム）共演:浜崎りお、大沢佑香（晶エリー、新井エリー）、村上里沙、星優乃
- ニ○ニコ動画で話題沸騰中!!スーハー顔（2008年12月18日、アキノリ）オムニバス作品 他出演:花野真衣、矢沢リン、中川茅乃、鈴木千里、長澤リカ、YOKO

2009年
- 超S級女優10人の極上セックス 豪華な4時間！Vol.2 (2009年10月22日、サムライポルノ) DVD & Blu-ray オムニバス作品 きこうでんみさ、夏川るい、あすかりの、ふわり、亜依、小林初花、あいだゆき、ひなの、愛那梨、桃瀬ゆきな
- ソルトシャワー 熟若女のおしっこみせて Vol.2（12月19日、ゲロニア/妄想族）オムニバス作品 他出演:芹澤かなえ、美原咲子、高梨ひとみ、宮田瑛子、神崎ルナ、北条麻妃、西村アキホ、水無月レイラ、愛音ゆり、伊東すみれ、小松ひな、椿まひる、桜木ハル、伊藤若菜、大槻ひびき、美月祥子、貴田明美、弓削亜弓、葉月紗絢、桃咲まなみ、進藤ゆき、夏川ひなり、藤原絵理香、松浦らん、芹沢もえ、梨杏、艶堂しほり、川上ゆう、白川ゆり